# Anita Brooknerová
Anita Brooknerová (16. července 1928, Londýn – 10. března 2016, Londýn) byla anglická spisovatelka a historička umění. V letech 1967 až 1968 byla profesorkou výtvarného umění na univerzitě v Cambridgi a byla první ženou, která zastávala tuto profesuru (Sladeovu). V roce 1984 získala Bookerovu cenu za svůj román Hotel u jezera (Hotel du Lac).

## Život
Byla jediným dítětem Newsona Brucknera, židovského imigranta z Piotrkówa Trybunalského v Polsku. Její matka pocházela za bohatší rodiny, která měla v Británii tabákovou továrnu, v níž Anitin otec po emigraci ve svých osmnácti letech pracoval. Po první světové válce si rodina kvůli protiněmeckým náladám v Británii změnila jméno z Bruckner na Brookner. Její rodiče, oba sekulární Židé, otevřeli svůj dům židovským uprchlíkům prchajícím před Němci během třicátých let a druhé světové války.
V roce 1949 získala bakalářský titul z historie na King's College v Londýně a v roce 1953 doktorát z dějin umění na Courtauldově institutu umění na Londýnské univerzitě.  Pod dohledem Anthonyho Blunta, tehdejšího ředitele institutu, byla její původně magisterská práce o francouzském žánrovém malíři Jeanu-Baptistovi Greuzeovi povýšena na doktorát. V roce 1950 získala stipendium francouzské vlády na École du Louvre a většinu následujícího desetiletí strávila v Paříži. V letech 1959 až 1964 byla hostující přednášející na univerzitě v Readingu, poté se stala přednášející na Courtauldově institutu umění. V roce 1977 zde byla povýšena na lektorku. Pracovala zde až do svého odchodu do důchodu v roce 1988. V roce 1967 se stala první ženou, která získala Sladeovu profesuru výtvarného umění na Cambridgeské univerzitě.
Do literatury vstoupila pozdě, svůj první román A Start in Life (1981) vydalal ve věku 53 let. Od té doby publikovala zhruba jednu ročně. Její čtvrtý román Hotel du Lac (1984) je zdaleka nejúspěšnější. Česky vyšel roku 1995 v nakladatelství Argo, v překladu Alena Hartmanové. Její romány zkoumají témata emocionální ztráty a obtíží spojených se začleněním do společnosti. Hrdinkami jsou obvykle intelektuální ženy ze střední třídy, které trpí izolací a zklamáním v lásce. Mnoho jejích postav jsou děti evropských přistěhovalců do Británie.
Nikdy se nevdala. V roce 1990 byla jmenována komandérkou Řádu britského impéria.